# Cantonul Hennebont
Cantonul Hennebont este un canton din arondismentul Lorient, departamentul Morbihan, regiunea Bretania, Franța.

## Comune
- Brandérion
- Hennebont (reședință)
- Inzinzac-Lochrist
- Languidic